# ホンフゥ
ホンフゥ（Hon-Fu、紅虎（ピン音：Hóng Hŭ））は、SNKの対戦型格闘ゲーム『餓狼伝説』シリーズに登場する架空の人物。担当声優は森川智之。

## キャラクター設定
『餓狼伝説3』（以下『餓狼3』と表記）にて初登場。香港人の刑事で、アジアで武器の横流しなどを行って暗躍する山崎竜二を追ってサウスタウンにやって来た。しかし、山崎が逃亡しようとしている時に腰をひねってまんまと逃がしてしまったり、追っているときに転んで逃がしてしまったりと、ドジが多い。テリー、アンディ、ジョーのいずれかが、チン・シンザンに案内されて山崎と2度目の対決を迎える際には、刑事としてのプライドから一足先に山崎に戦いを仕掛けて返り討ちに遭っている。その後は『リアルバウト餓狼伝説』（以下『RB』と表記）シリーズ全てに出演した。なお、「ホンフゥ」はあだ名で、本名は不明。
クンフーの使い手で、ブルース・リーにあやかってヌンチャクを使う。一方、銃の腕前は全く駄目らしく、本来の職務でも銃の代わりにヌンチャクを携帯している。また、無茶な捜査で香港警察の名物刑事となっており、上層部に目を付けられている。趣味はおとり捜査だが、謹慎を受けたこともある。
劇中では九州弁で話すが、これは英語が苦手なことを表現したもの（「中国訛りが酷い」と形容されている）。そのことを不知火舞に指摘された際は、「アンタのヒアリングがなっていない」と反論している。
キム・カッファンとは一時期、韓国の同じ道場で修行していたことから親交があり、彼と妻・ミョンサクの仲を取り持った。ただ、規則を嫌うホンフゥ自身は、正反対であるキムのあまりに強烈な正義漢ぶりが苦手らしく、彼といるとサブイボが出るほどだという。
ブレンダという美人の恋人がいて、彼女は『餓狼3』と『RB』のホンフゥのエンディングで姿を見せる。また『RB』の対人戦でホンフゥがキムに敗北すると、「彼女に手当をしてもらいなさい」と言われる。
チンとは犬猿の仲だが、彼の裏社会での活動を摘発しようとした際に格闘家として相当の実力者であることや根本的には悪人ではないことを感じ取ったため、それまでの暗躍を見逃す代わりに裏社会の情報提供を受けるという協力関係を築いており、チンの方からも実力は認められている。
『リアルバウト餓狼伝説スペシャル』（以下『RBS』と表記）からはコスチュームの色（タンクトップが黒から赤、ズボンがオレンジ色から黒に）が変更された。

## ゲーム上の特徴
ヌンチャクを使った攻撃はリーチが長く、攻撃判定も強い。オーバースウェー攻撃の動きはかなり速く、強キックで出るスライディングは防がれにくい。ジャンプや移動速度もそれなりに速いため、飛び込み攻撃から地上での連続技につなげる戦法も得意とする。コマンドがやや特殊な「九龍の読み」は、いわばキックボタンで出す「避け攻撃」。「電光石火の地」の突進速度はかなりのもので、反応できない相手への効果は高い。立ちガードができないという点も長所である。無敵時間があり、攻撃判定も強い「制空烈火棍」は、ホンフゥの攻守を支える主軸となる技である。高速突進からの乱舞技「カデンツァの嵐」は、オーバースウェー攻撃や各種通常技からキャンセルで出して連続ヒットさせることが可能で、様々な局面で活用できる。
『RB』以降は、「九龍の読み」がコマンド技に変更され、いつでも入力できるようになった。「カデンツァの嵐」は潜在能力のみとなったが、突進速度や技の内容は『餓狼3』での潜在能力版と同様になり、ホンフゥの切り札でもある。「制空烈火棍」の性能は変わらず、安定した強さを持つキャラクターである。

## 技の解説

### 通常投げ
バックフリップ
前方に尻を突き出し、捕えた相手の首をレッグスルーのように両足で掴んで、そのまま後方に投げ放つ。
経絡乱打（けいらくらんだ）
相手に乗りかかり、『RBS』では4発、それ以外では6発殴りつける。
『リアルバウト餓狼伝説スペシャル ドミネイテッドマインド』（以下『RB餓狼SDM』と表記）では空中で出せる必殺技になっている。

### 特殊技
反り側蹴り
『餓狼3』での避け攻撃。体を前方に引いて、やや斜めに突き出すように横蹴りを出す。食らった相手を手前のラインに飛ばす。
ヌンチャク胴
『餓狼3』でのクイックスウェー攻撃。クイックスウェーの動作から、ヌンチャクを一直線に延ばして攻撃する。ホンフゥの技の中でもリーチはかなり長く、食らった相手を奥ラインに飛ばす。『RB』では避け攻撃となった。
踏み込み側蹴り
少し勢いをつけた後、前に滑りながら上段回し蹴りを出す。『餓狼3』でのこの技のヒット効果は、立ち状態の相手は転倒、しゃがんだ相手はのけぞり、空中の相手は錐揉み回転しながらダウンとなる。
ハエタタキ
しゃがんだ状態で、斜め上前方にヌンチャクを突き出す。『餓狼3』では通常技だったが、『RB』以降は特殊技になった。
トドメヌンチャク
『RB』から追加された追い討ち攻撃。ダウン中の相手に、強烈なヌンチャク攻撃を喰らわせる。
踝砕き
『RB餓狼SDM』のみの技。振り返りながら、相手の足元にヌンチャクを打つ。

### コンビネーションアーツ
ホンフゥのコンビネーションアーツは、全キャラクターの中でも使いやすいものが揃っている。威力こそ低いが、初段が下段攻撃で、相手をダウンさせる「舞空閃」が手軽に使用できる。初段の攻撃がヒットしたときのみ発動し、最後に相手を遠くへ蹴り飛ばす「清龍出水（チンロンシュウスイ）の法」は、ホンフゥのコンビネーションアーツの中で最も威力が高く、強力な性能を誇る。

### 必殺技
制空烈火棍
ヌンチャクの先を地面で摺り上げて炎を纏いながら、上昇しつつヌンチャクを振り上げる。
電光石火の地
地面を連続前転して相手へ突進する。回転中はホンフゥの食らい判定が小さくなり、ギース・ハワードの「烈風拳」のような地を這う飛び道具以外の飛び道具を避けることができる。攻撃は3ヒットし、立ちガード不可。
電光パチキ
「電光石火の地」からの派生技で、前転突進からいきなり腕立て伏せのように上半身を起こして相手に頭突きを喰らわせる。『リアルバウト餓狼伝説2』（以下『RB2』と表記）からは立ち上がって頭突きを繰り出す。立ちガード不可の性質は継承される。
電光石火の天
前方へ大きく宙返りしながらヌンチャクを叩きつける突進技。中距離から一気に間合いを詰めつつ攻撃できる。
九龍（クーロン）の読み
相手の攻撃を受け、そこからカウンターで攻撃する技。
『餓狼3』ではガード中に出す技で、しゃがみつつの踵落としが相手にヒットするとそこから小さな乱舞を加える。弱強の区別があり、弱は相手が自動的に出す連続攻撃をホンフゥが全てガードしたあとに相手を蹴り飛ばし、強はホンフゥが連続攻撃を加えてからヌンチャクで弾き飛ばす。
『RB』以降はガード中に出す技ではなくコマンド技に変更され、弱強の区別は無くなった。踵落としが相手にヒットしなければ、次の攻撃が発動することは無い。
黒龍
『RB』からの技で、「九龍の読み」が空中にいる相手に当たると自動的にこの技が発動する。相手の空中からの攻撃を受け、そこからカウンターで蹴りながら上昇する技。
必勝逆襲脚
『RB』からの技。ヌンチャクを振り回しながら画面端に飛んで行き、壁に当たるとその反動を利用して相手に突進していく。壁に当たらなければ攻撃部分へと派生しない。なお、『RB』では壁が破壊されているとそのまま向こう側へ落ちてしまう。
炎の種馬
『RB』からの技。ヌンチャクを高速で左右に振り回して、最後はヌンチャクを分離して両手に持ち、炎を纏わせながら腕を交差しつつ叩きつける。ボタン連打で出す技だが、発生中もボタンを連打する必要があり、連打しないと途中でヌンチャクを自分の股間に当てて痛がり、その間は隙だらけとなる。
頭突き
『RB餓狼SDM』のみの技。「電光石火の地」の最後の頭突きと同じ技。
必勝!逆襲拳
『RB2』のみの技。相手に向かって尻を突き出して挑発する動作を行い、そこに攻撃（下段攻撃・飛び道具系・投げ技系は無効）が当たるとホンフゥの全身が赤くなり、尻を押さえながら痛がる。これを3回繰り返すと、3回目に相手の攻撃が当たった瞬間に「カデンツァの嵐」の乱舞部分が自動的に発生する。

### 超必殺技&潜在能力
カデンツァの嵐
キム・カッファンの「鳳凰脚」に似た構えで、膝を立てて片足立ちで相手に向かって高速で滑りながら突進し、相手にヒットすると連続攻撃を浴びせる乱舞技。『餓狼3』の超必殺技・潜在能力、および『RB2』以外の『RB』シリーズの潜在能力。作品によって乱舞の演出が異なり、『RB』では乱舞のスピードが速く「制空烈火棍」で止めを刺し、『RBS』ではヒット後に相手の周りを回りながら攻撃して連続「制空烈火棍」で止めを刺す。
『餓狼3』のオプションでタイム設定を無限に設定すると潜在能力版が出せなくなる（タイムが奇数の時にコマンドを入力しなければならないため）。
爆発ゴロー
『RB』からの超必殺技。ヌンチャクを振り回しながら突進して「制空烈火棍」で止めを刺す。
爆発ジロー
『RBS』のみの「爆発ゴロー」からの派生技。フィニッシュが伸身の宙返り蹴りから始まり、着地後の最後は後頭部側にヌンチャクを振り回すものに変化する。一応、相手には当たるのだが、同時にホンフゥの後頭部にも当たってしまう（ホンフゥ自身にダメージはない）。
よかトンハンマー
『RB2』のみの潜在能力。「電光石火の天」のようなモーションで、ヌンチャクを分離させて両腕に持ち、そのヌンチャクを持った両腕で飛び少し短めに突進しつつ、上昇しながら前宙してヌンチャクを叩きつけ、大爆発を起こす（爆発後は髪と服がボロボロになるが、すぐ元に戻る）。

## 客演作品
『ザ・キング・オブ・ファイターズ2002』の中国ステージの背景に登場している。また、同作のバージョンアップ版の『2002UM』ではブレンダと一緒に中華レストランステージの背景に登場する。
『CAPCOM VS. SNK』シリーズでは山崎と春麗の対戦前デモで姿を見せる。山崎を捕えようとするが「蛇使い（下段）」を喰らって退却する。また、このデモから春麗とは知り合いのようである。この時のホンフゥの服装は『餓狼3』および『RB』と同じカラーリングになっている。
ネオジオポケット版『SNK VS. CAPCOM 激突カードファイターズ』では個別キャラクターカードが存在する。